# جامعة هاواي
جامعة هاواي (بالإنجليزية: University of Hawaiʻi)‏ هي جامعة عامة مختلطة تمنح المنتسبين لها من الطلاب شهادات البكالوريوس، الماجستير، والدكتوراه من خلال ثلاث مجمعات جامعية، وسبعة فروع لكلية المجتمع، ومركز لتدريب العمالة بالإضافة إلى مختلف مرافق البحوث الأخرى والموزعة على ست جزر في جميع أنحاء ولاية هاواي في الولايات المتحدة.

## لقراءة أوسع
- نظام جامعة هاواي
- Malamalama: A History of the University of Hawaiʻi, ISBN 0-8248-2006-1
- جامعة هاواي